# Djerba
Djerba ([dʒ-], arabisch جربة Dschirba, DMG Ǧirba, tunesisch-arabisch [ʒɪrbæ]) ist eine flache Insel an der Ostküste Tunesiens im Golf von Gabès. Mit 514 km² ist sie die größte Insel Nordafrikas. Hauptort ist Houmt Souk. Unter den knapp 164.000 Inselbewohnern zum Zensus 2014, meist arabisierte Berber, befindet sich seit vielen Jahrhunderten eine jüdische Gemeinde. Mit dem Festland ist die Insel durch den Römerdamm verbunden.

## Geschichte
Laut einer Legende ist Djerba die Insel der Lotophagen, auf die Odysseus auf seiner Irrfahrt durch das Mittelmeer gelangte.
Die Insel, die bis zum dritten Jahrhundert v. Chr. Meninx genannt worden ist, war Standort dreier wichtiger Städte. Eine von ihnen, deren heutiger Name Būrgū ist, liegt in der Nähe von Midoun im Zentrum der Insel. Eine andere Stadt an der südöstlichen Küste in der Gegend der heutigen archäologischen Ausgrabungsstätte Meninx war laut Plinius dem Älteren zweitwichtigster Ort für Purpurherstellung neben dem phönizischen Tyros im heutigen Libanon. Eine dritte wichtige Stadt war das altertümliche Haribus. In römischen und byzantinischen Zeiten war die Insel dicht bevölkert und importierte wahrscheinlich den Großteil der Getreide, die vom Volk konsumiert wurden. Die Insel erscheint auch auf der Peutingerschen Tafel aus dem 4. Jahrhundert.
Im Mittelalter war Djerba von den Ibaditen besetzt, die die Insel für sich beanspruchten. Die christlichen Gemeinschaften von Sizilien und Aragón fochten diese Beanspruchung an. Überreste aus dieser Zeit sind in mehreren kleinen Moscheen aus dem zwölften Jahrhundert zu finden, sowie in zwei umfangreichen Festungsanlagen.
Die Insel stand zweimal unter der Herrschaft des sizilianischen Königreiches, von 1135 bis 1158 und von 1284 bis 1333. In der zweiten Herrschaftsperiode war die Insel ein feudales Herrschaftsgebiet, mit den folgenden Herren von Djerba: 1284–1305 Roger І, 1305–1307 und 1307–1310 Roger ІІ, 1310 Charles, 1310 Francis-Roger ІІІ; ebenfalls gab es zwei königliche Herrscher, deren Herrschaftszeiten sich mit denen der Herren von Djerba teilweise überschneiden: 1305–1308 Simon de Montelieu, 1308–1315 Ramon Muntaner.
1503 übernahmen die korsarischen Brüder Arudsch (Oruç) und Khair ad-Din Barbarossa die Insel und verwandelten sie in ihre Hauptbasis im Mittelmeer, sodass Djerba fortan unter osmanischer Kontrolle stand. Spanien erlebte eine desaströse Niederlage bei dem Versuch einer Eroberung im November 1510. Im Jahre 1513 endete das dreijährige Exil der Fregoso-Familie und sie kehrten von Rom nach Genua zurück. Ottaviano wurde zum Dogen gewählt und sein Bruder, Erzbischof und späterer Kardinal Federigo Fregoso wurde als Armeeführer eingesetzt, um die Republik Genua gegen innere Gefährdungen zu verteidigen (Revolten der Adorni und Fieschi), sowie auch äußere Gefahren, vor allem gegen die Unterdrückung durch Barbaresken-Korsaren. Cortogoli, ein Korsar aus Tunis, blockierte die Küste mit einer Flottille und hatte innerhalb weniger Tage achtzehn Kaufleute gefangen genommen. Federigo überraschte Cortogoli mit der genuesischen Flotte vor Bizerta, in der auch Andrea Doria diente. Kurz darauf besetzte er die Insel und kehrte mit großer Beute nach Genua zurück.
Spanische Flotten kehrten 1520 nach Djerba zurück und konnten dieses Mal erfolgreich die Insel besetzen. Sie war zweimal von Spanien besetzt, und zwar von 1521 bis 1524 und von 1551 bis 1560.
Am 14. Mai 1560 besiegte die osmanische Flotte unter dem Kommando von Piyale Pascha und Turgut Reis die „Heilige Liga“ von König Philip ІІ. von Spanien in der Seeschlacht von Djerba. Von diesem Moment an fiel Djerba bis 1881 unter die osmanische Herrschaft.
Anschließend gehörte Djerba zum kolonialistischen Protektorat Frankreichs, aus dem die heutige Republik Tunesien entstand.
Archäologische Feldforschungen auf Djerba, die zwischen 1995 und 2000 unter der Schirmherrschaft der University of Pennsylvania, der American Academy in Rome und dem Tunesischen Institut National du Patrimoine ausgeführt wurden, haben 400 archäologische Ausgrabungsstätten entdeckt, unter anderem viele punische und römische Villen.
Am 11. April 2002 wurde ein Anschlag auf Touristen verübt, die die El-Ghriba-Synagoge besuchten. Dabei fuhr ein Lastwagen, der mit 5000 Litern Flüssiggas beladen war, gegen die Synagoge und explodierte. Infolge des Anschlags starben 19 Touristen (14 davon aus Deutschland); weitere ca. 30 Personen wurden zum Teil schwer verletzt.
Seit 2018 erfolgt die externe Trinkwasserversorgung der Insel durch eine örtliche Meerwasserentsalzungsanlage, der seinerzeit ersten ihrer Art in Tunesien. Damit wird die Versorgung der touristischen Anlagen bei Schonung der natürlichen Ressourcen sichergestellt. Weitere, zur Versorgung der Insel und des Festlandes im Süden von Tunesien, sind geplant.

## Tourismus

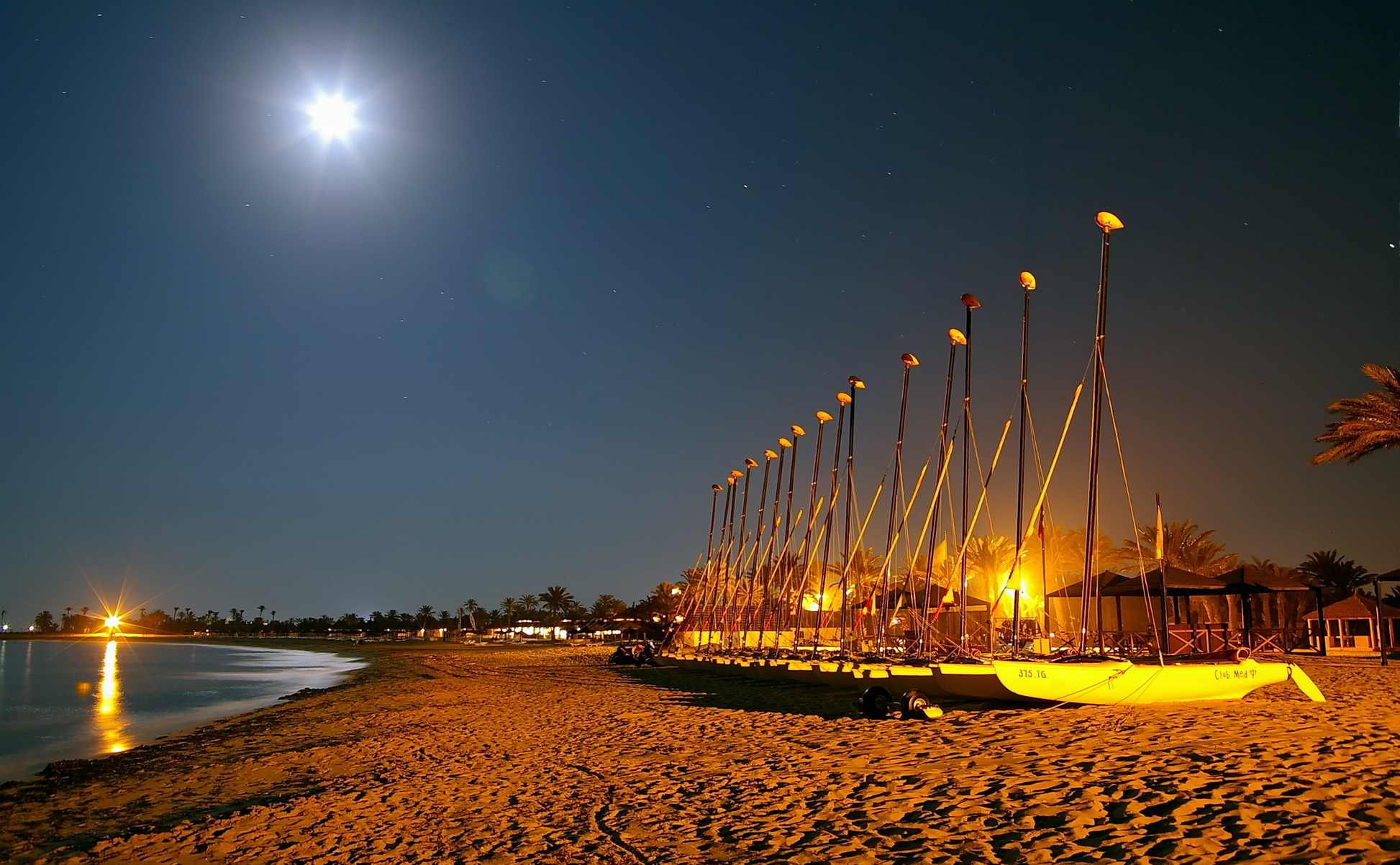
Strand eines Clubhotels bei Nacht

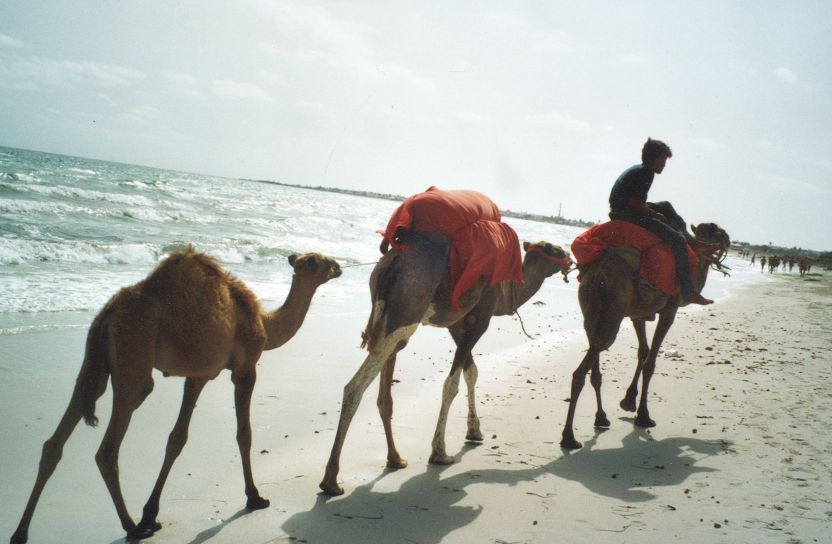
Strand auf Djerba

Djerba ist ein populäres Reiseziel. Besonders an der Ostküste sind in den letzten Jahrzehnten zahlreiche Touristenanlagen entstanden, vor allem für preisbewusste Pauschaltouristen, welche u. a. die Wassersportmöglichkeiten schätzen. Vor allem der nordöstliche Küstenstreifen hat lange Sandstrände. Besonders beliebt sind die „Piratenfahrten“ mit altertümlich aussehenden Booten auf die sechs Kilometer lange Flamingo-Halbinsel.
Die Fähren zwischen der Insel (Ajim) und dem Festland (Jorf) fahren die 2,5 Kilometer Seestrecke in der Hochsaison regelmäßig. Acht Kilometer westlich von Houmt Souk liegt der internationale Flughafen Djerba. 
Der Römerweg bei Al-Kantara ist eines der Relikte römischer Bauwerke auf dem Eiland.

## Sehenswürdigkeiten

### Synagogen
Eine der ältesten und bekanntesten Synagogen der Welt, die el-Ghriba-Synagoge, befindet sich einige Kilometer südwestlich von Houmt Souk. Die Hara-Seghira-Synagoge wurde in den 1930er Jahren errichtet.

### Unterirdische Moschee
Etwa drei Kilometer hinter Sedouikech, zwischen dem Kilometer-Stein 32 und 33 auf dem Weg nach El Kantara, befindet sich auf der rechten Seite
eine Unterirdische Moschee. Die in einem Olivenhain gelegene Anlage ist etwas schwierig zu finden, da sie nicht ausgeschildert ist. Sie ist frei zugänglich.

### Römerdamm

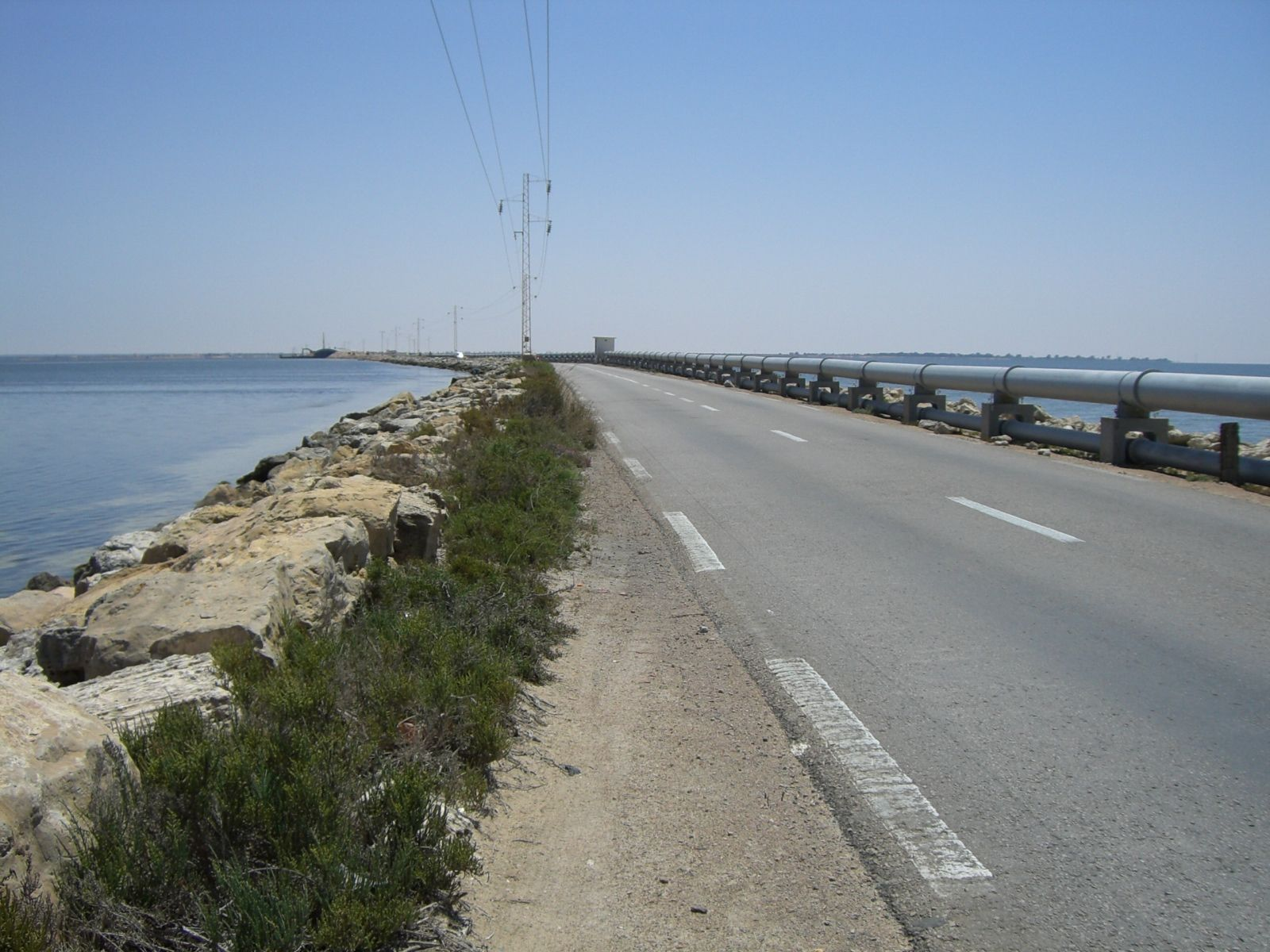
Römerdamm

Nach Süden hin ist die Insel mit einem befahrbaren, 6,5 Kilometer langem und gut zehn Meter breiten Damm mit dem Festland verbunden. Der Damm geht auf die römische Zeit, eventuell sogar schon auf die punische Zeit zurück. Später wurde der Damm vom Meer überflutet. Während der Auseinandersetzungen Draguts mit den Spaniern wurde er um 1551 aus Sicherheitsgründen durchbrochen. Nach dem Zweiten Weltkrieg wurde er wiederhergestellt. Er ist etwa in der Mitte durchbrochen, um den Wasseraustausch mit der Lagune sicherzustellen. Über den Damm erfolgte früher auch die hauptsächliche Trinkwasserversorgung der Insel über eine parallel zur Straße verlaufende Pipeline, mit der Wasser aus der Gegend von Medenine auf die Insel transportiert wurde.

### Houmt Souk

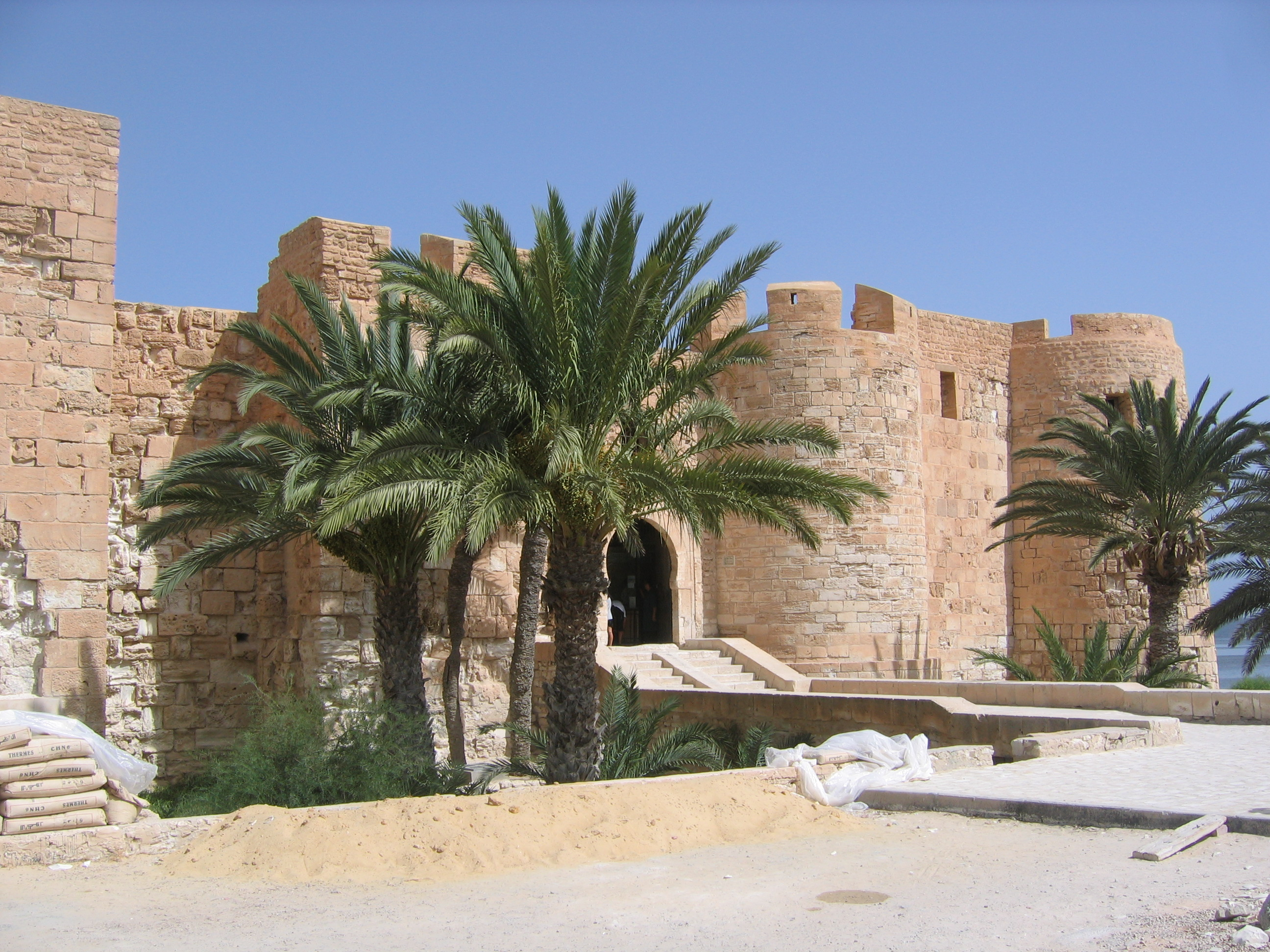
Eingang zur Festung Bordj-el-Kebir in Houmt Souk

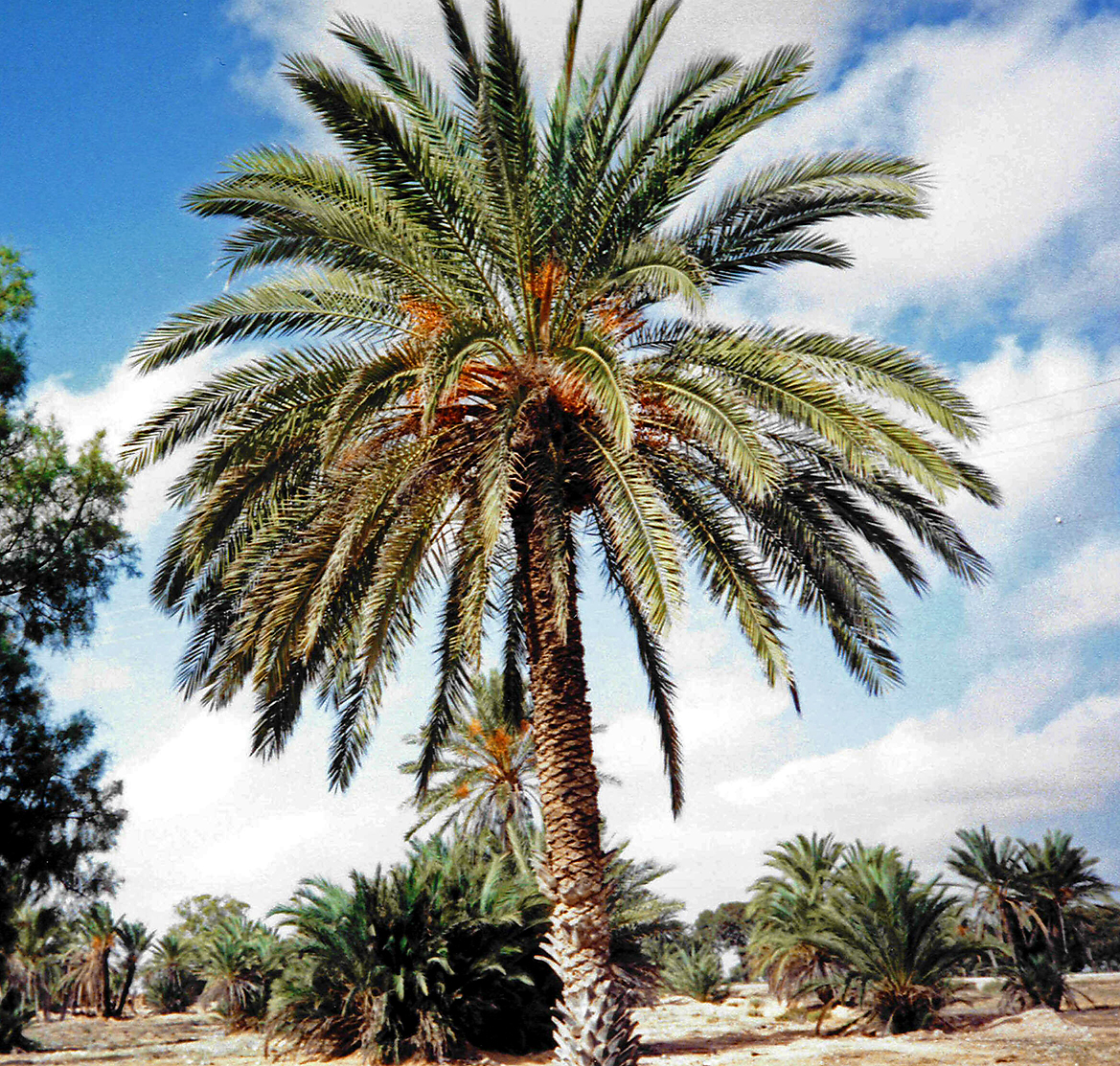
Dattelpalmen vor der Ernte auf Djerba

Houmt Souk hat etwa 65.000 Einwohner und ist der Hauptort von Djerba. Der Ort hat eine lange Handelstradition. Hiervon zeugen mehrere alte Karawansereien. Schon die Römer gründeten hier einen Ort namens Griba. In Houmt Souk befinden sich viele touristische Einkaufsmöglichkeiten, die Verwaltung der Insel und ein kleiner Fischereihafen. Sehenswert ist die Festung Bordj-el-Kebir (eine Piratenfestung) und das Volkskundemuseum.

### Kastell
Die malerische Ruine einer 1289 durch den spanischen Eroberer Roger de Loria erbauten Festung, die auf einer Landzunge etwa zehn Kilometer von El Kantara entfernt liegt. Im 15. Jahrhundert wurde die Festung erweitert. Heute ist der Ort nur mit geländegängigen Fahrzeugen bei Ebbe zu erreichen.

### Meninx
Meninx ist eine archäologische Stätte an der südöstlichen Küste in der Nähe des Römerdammes. Es handelt sich um eine antike Stadt, die von den Phöniziern gegründet wurde. Die Ausdehnung beträgt etwa zwei Kilometer mal 0,8 Kilometer – evtl. liegt auch ein Teil unter dem Meeresspiegel. Genauere Daten hierzu fehlen, da gründliche Ausgrabungen noch nicht stattgefunden haben. In römischer Zeit war es die Hauptstadt der Insel und besaß Thermen, ein Amphitheater, Theater, Basilika und eventuell auch ein Forum.

### Midoun
Midoun ist die zentrale Stadt auf Djerba. Jeden Freitag findet ein Markt statt, und es gibt viele alte Basarläden sowie moderne Warenhäuser, in denen das Handeln entfällt.

### Guellala
In Guellala werden die berühmten tunesischen Keramikwaren hergestellt. Gegen ein kleines Entgelt können Touristen den Einheimischen dabei zusehen.

### Djerbahood

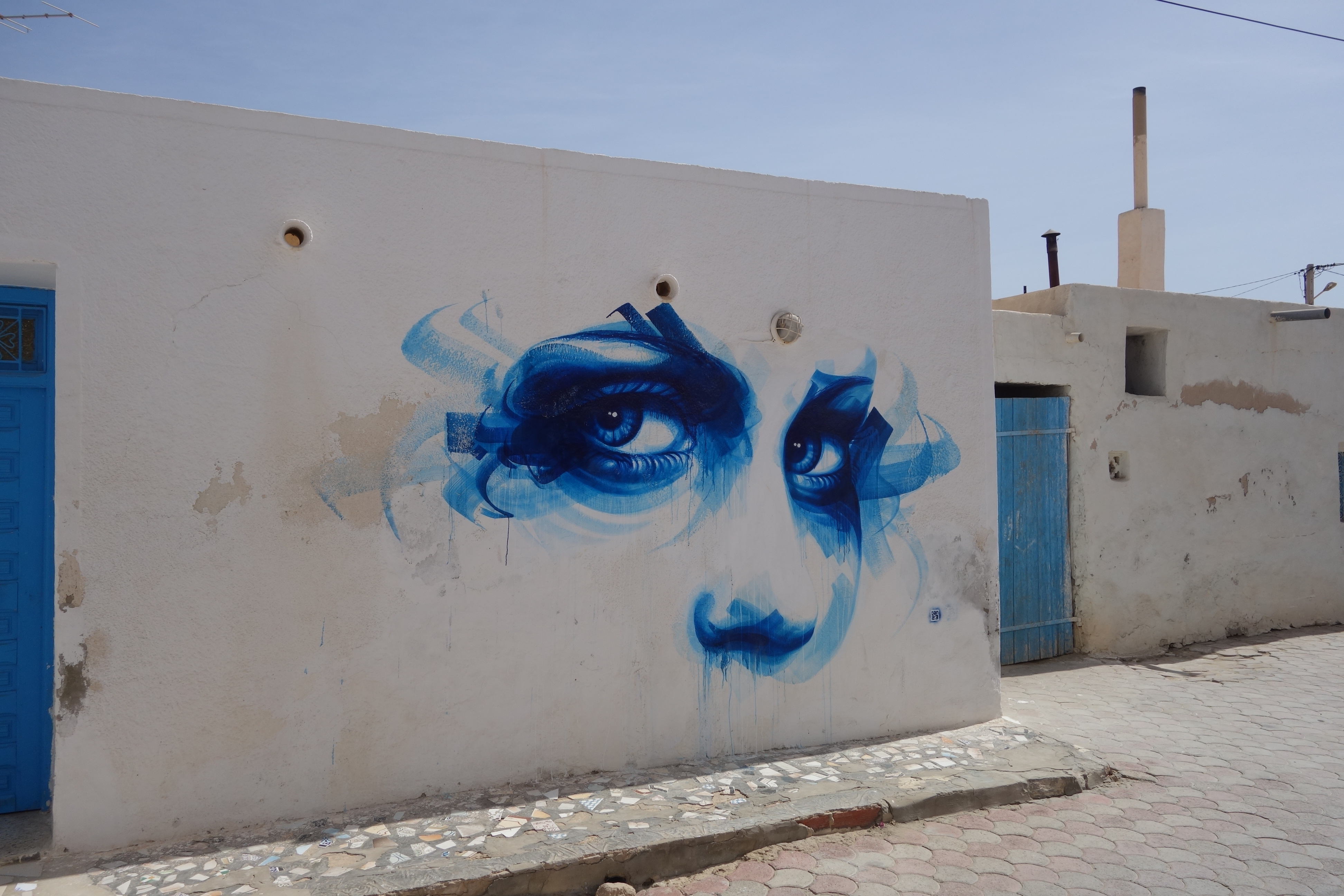
Streetart in Djerbahood

Im Dorf Erriadh entstand 2014 das Streetartprojekt Djerbahood, bei dem 150 Künstler insgesamt 250 Wandkunstwerke gestaltet haben.

## Klima und Vegetation

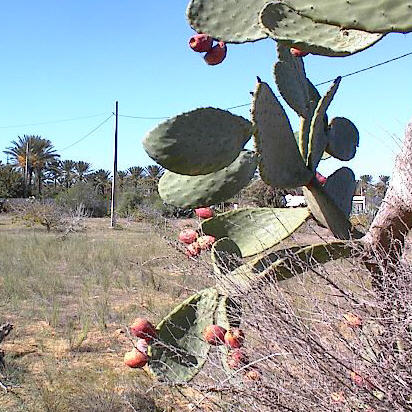
Kaktusfeigen an einem Feigenkaktus auf Djerba

Die Inselvegetation ist geprägt von Palm-, Granatapfel- und Olivenbäumen sowie Feigenkakteen mit ihren stacheligen Früchten. Mit Hilfe künstlicher Bewässerung erfolgt intensiver Gartenbau. Das Klima ist mild und sonnig. Bei mehr als 3000 Sonnenstunden jährlich und 200 mm Jahresniederschlag liegt die mittlere Temperatur im Winter bei 13,6 °C, im Sommer bei 26 °C. Von daher eignen sich die Strände hervorragend für Badeurlaube.
|                       | Jan  | Feb  | Mär  | Apr  | Mai  | Jun  | Jul  | Aug  | Sep  | Okt  | Nov  | Dez  |   |      |
| Mittl. Tagesmax. (°C) | 15,9 | 17,5 | 19,5 | 22,0 | 25,5 | 28,6 | 31,9 | 32,3 | 29,9 | 26,0 | 21,3 | 17,1 | ⌀ | 24   |
| Mittl. Tagesmin. (°C) | 8,9  | 9,2  | 11,0 | 13,4 | 16,4 | 19,7 | 21,9 | 22,9 | 21,6 | 18,2 | 13,7 | 10,2 | ⌀ | 15,6 |
|                       |      |      |      |      |      |      |      |      |      |      |      |      |   |      |
| Niederschlag (mm)     | 29   | 21   | 19   | 13   | 5    | 1    | 1    | 3    | 20   | 54   | 34   | 36   | Σ | 236  |
|                       |      |      |      |      |      |      |      |      |      |      |      |      |   |      |
| Sonnenstunden (h/d)   | 6,7  | 7,4  | 7,9  | 8,8  | 10,1 | 10,7 | 12,1 | 11,3 | 9,2  | 8,0  | 7,1  | 6,6  | ⌀ | 8,8  |
|                       |      |      |      |      |      |      |      |      |      |      |      |      |   |      |
| Regentage (d)         | 4    | 4    | 4    | 3    | 2    | 0    | 0    | 0    | 3    | 4    | 4    | 4    | Σ | 32   |
|                       |      |      |      |      |      |      |      |      |      |      |      |      |   |      |
| Wassertemperatur (°C) | 16   | 16   | 15   | 17   | 18   | 21   | 24   | 26   | 26   | 24   | 20   | 18   | ⌀ | 20,1 |
|                       |      |      |      |      |      |      |      |      |      |      |      |      |   |      |
| Luftfeuchtigkeit (%)  | 69   | 67   | 66   | 66   | 65   | 66   | 63   | 65   | 69   | 68   | 67   | 70   | ⌀ | 66,7 |

| 8,9 |

| 9,2 |

| 11,0 |

| 13,4 |

| 16,4 |

| 19,7 |

| 21,9 |

| 22,9 |

| 21,6 |

| 18,2 |

| 13,7 |

| 10,2 |

| 8,9 |

| 9,2 |

| 11,0 |

| 13,4 |

| 16,4 |

| 19,7 |

| 21,9 |

| 22,9 |

| 21,6 |

| 18,2 |

| 13,7 |

| 10,2 |